# Campeonato de España de Campo a Través
El Campeonato de España de Campo a Través es una prueba atlética que se disputa desde 1916 (las mujeres desde 1965) y es organizada cada año por la Federación Española de Atletismo (RFEA), generalmente en un solo día.
Consiste en una carrera a través de un campo accidentado (con pendientes, áreas boscosas, lechos acuíferos, zonas fangosas y/o obstáculos artificiales). Hombres y mujeres parten por separado y el vencedor de cada carrera se adjudica el título de campeón de España.
Desde 1956 (las mujeres desde 1978) se disputa también la categoría Sub.20, anteriormente llamada "júnior", y desde 1986 la categoría Sub.23, anteriormente llamada "promesa".
Al mismo tiempo se disputa el campeonato por equipos donde puntúan los cuatro primero/as clasificado/as de cada equipo. Hasta 1958, la clasificación por equipos se realizó por federaciones territoriales, de 1959 a 1985 fue por provincias y a partir de 1986 por federaciones autonómicas.

## Ediciones
| Edición       | Año    | Fecha                               | Ciudad                 | Circuito                                   | Ref   |
| ------------- | ------ | ----------------------------------- | ---------------------- | ------------------------------------------ | ----- |
| I             | 1916   | 6 de febrero                        | Madrid                 | Colón-Puerta de Hierro-Dehesa de la Villa  |       |
| II            | 1917   |                                     |                        |                                            |       |
| 11 de febrero | Madrid | Paseo de Rosales y Parque del Oeste |                        |                                            |       |
| III           | 1918   | 10 de marzo                         | Sant Cugat del Vallés  | Can Mora                                   |       |
| IV            | 1919   | 23 de febrero                       | San Sebastián          | Campo de Atocha y alrededores              |       |
| V             | 1920   | 28 de marzo                         | Bilbao                 | Alrededores del Campo de San Mamés         |       |
| VI            | 1921   | 27 de marzo                         | Santander              |                                            |       |
| VII           | 1922   | 5 de marzo                          | Alicante               | Parque de Canalejas                        |       |
| VIII          | 1923   | 29 de abril                         | San Sebastián          | Campo de Atocha y alrededores              |       |
| IX            | 1924   | 24 de febrero                       | Madrid                 | Estadio Metropolitano y alrededores        |       |
| X             | 1925   | 22 de febrero                       | Sant Cugat del Vallés  |                                            |       |
| XI            | 1926   | 28 de febrero                       | San Sebastián          | Hipódromo de San Sebastián                 |       |
| XII           | 1927   | 27 de febrero                       | Valencia               | Campo de Mestalla y alrededores            |       |
| XIII          | 1928   | 25 de marzo                         | Santander              | Hipódromo de Bellavista                    |       |
| XIV           | 1929   | 24 de febrero                       | Gijón                  | El Molinón                                 |       |
| XV            | 1930   | 23 de febrero                       | Vigo                   | Estadio de Balaídos y alrededores          |       |
| XVI           | 1931   | 8 de febrero                        | Barcelona              | Hipódromo Casa Antúnez                     |       |
| XVII          | 1932   | 28 de febrero                       | San Sebastián          | Hipódromo de San Sebastián                 |       |
| XVIII         | 1933   | 12 de marzo                         | Barcelona              | Hipódromo Casa Antúnez                     |       |
| XIX           | 1934   | 4 de marzo                          | San Sebastián          | Hipódromo de San Sebastián                 |       |
| XX            | 1935   | 3 de marzo                          | San Sebastián          | Hipódromo de San Sebastián                 |       |
| XXI           | 1936   | 8 de marzo                          | Madrid                 | Casa de Campo                              |       |
|               | 1937   | No se celebró                       | No se celebró          | No se celebró                              |       |
|               | 1938   | No se celebró                       | No se celebró          | No se celebró                              |       |
|               | 1939   | No se celebró                       | No se celebró          | No se celebró                              |       |
| XXII          | 1940   | 24 de marzo                         | Oviedo                 | Estadio y alrededores                      |       |
| XXIII         | 1941   | 23 de marzo                         | Zaragoza               | Campo de Torrero                           |       |
| XXIV          | 1942   | 22 de marzo                         | Santander              | Hipódromo                                  |       |
| XXV           | 1943   | 21 de marzo                         | San Sebastián          | Hipódromo de San Sebastián                 |       |
| XXVI          | 1944   | 26 de marzo                         | Madrid                 | Alrededores del Estadio Metropolitano      |       |
| XXVII         | 1945   | 19 de marzo                         | Galdácano              | Campo de Santa Bárbara                     |       |
| XXVIII        | 1946   | 19 de marzo                         | San Sebastián          | Hipódromo de San Sebastián                 |       |
| XXIX          | 1947   | 19 de marzo                         | Madrid                 | Ciudad Universitaria                       |       |
| XXX           | 1948   | 14 de marzo                         | Sabadell               | Campo de Aviación                          |       |
| XXXI          | 1949   | 6 de marzo                          | San Sebastián          | Hipódromo de San Sebastián                 |       |
| XXXII         | 1950   | 5 de marzo                          | Zaragoza               | Campo de Torrero                           |       |
| XXXIII        | 1951   | 11 de marzo                         | Madrid                 | Casa de Campo                              |       |
| XXXIV         | 1952   | 2 de marzo                          | Sabadell               | Campo de Aviación                          |       |
| XXXV          | 1953   | 1 de marzo                          | Madrid                 | Casa de Campo                              |       |
| XXXVI         | 1954   | 7 de marzo                          | San Sebastián          | Hipódromo de San Sebastián                 |       |
| XXXVII        | 1955   | 6 de marzo                          | San Sebastián          | Hipódromo de San Sebastián                 |       |
| XXXVIII       | 1956   | 7 de marzo                          | San Sebastián          | Hipódromo de San Sebastián                 |       |
| XXXIX         | 1957   | 10 de marzo                         | Santander              | Hipódromo de Bellavista                    |       |
| XL            | 1958   | 9 de marzo                          | Vigo                   | Estadio de Balaídos y alrededores          |       |
| XLI           | 1959   | 1 de marzo                          | Madrid                 | Casa de Campo                              |       |
| XLII          | 1960   | 6 de marzo                          | San Sebastián          | Hipódromo de San Sebastián                 |       |
| XLIII         | 1961   | 12 de marzo                         | Guecho                 | Fadura                                     |       |
| XLIV          | 1962   | 11 de marzo                         | Santander              | Hipódromo de Bellavista                    |       |
| XLV           | 1963   | 3 de marzo                          | Madrid                 | Casa de Campo                              |       |
| XLVI          | 1964   | 8 de marzo                          | San Sebastián          | Hipódromo de San Sebastián                 |       |
| XLVII         | 1965   | 7 de marzo                          | Palencia               | La Balastera                               |       |
| XLVIII        | 1966   | 6 de marzo                          | Viladecans             | El Toro Bravo                              |       |
| XLIX          | 1967   | 5 de marzo                          | Valencia               | Antiguo cauce del Turia                    |       |
| L             | 1968   | 3 de marzo                          | Barreda                |                                            |       |
| LI            | 1969   | 9 de marzo                          | Guecho                 | Campo de Gobelas y alrededores             |       |
| LII           | 1970   | 8 de marzo                          | San Sebastián          | Hipódromo de San Sebastián                 |       |
| LIII          | 1971   | 7 de marzo                          | San Sebastián          | Hipódromo de San Sebastián                 |       |
| LIV           | 1972   | 5 de marzo                          | Granollers             | Estadio y alrededores                      |       |
| LV            | 1973   | 4 de marzo                          | Gijón                  | Hipódromo de las Mestas                    |       |
| LVI           | 1974   | 3 de marzo                          | Laredo                 | Camping de Laredo                          |       |
| LVII          | 1975   | 2 de marzo                          | Sevilla                | Hipódromo de Pineda                        |       |
| LVIII         | 1976   | 15 de febrero                       | San Sebastián          | Hipódromo de San Sebastián                 |       |
| LIX           | 1977   | 6 de marzo                          | Sabadell               | Bosque de Can Deu                          |       |
| LX            | 1978   | 5 de marzo                          | Alsasua                | Complejo Deportivo Dantzaleku              |       |
| LXI           | 1979   | 11 de marzo                         | Vic                    | Finca El Pujolar                           |       |
| LXII          | 1980   | 24 de febrero                       | San Sebastián          | Hipódromo de San Sebastián                 |       |
| LXIII         | 1981   | 14 de marzo                         | Madrid                 | Hipódromo de La Zarzuela                   |       |
| LXIV          | 1982   | 28 de febrero                       | Lleida                 |                                            |       |
| LXV           | 1983   | 6 de marzo                          | Zarauz                 | Real Club de Golf de Zarauz                |       |
| LXVI          | 1984   | 10 de marzo                         | Madrid                 | Hipódromo de La Zarzuela                   |       |
| LXVII         | 1985   | 10 de marzo                         | Fene                   | Circuito de Belelle                        |       |
| LXVIII        | 1986   | 9 de marzo                          | Barbastro              |                                            |       |
| LXIX          | 1987   | 1 de marzo                          | San Sebastián          | Hipódromo de San Sebastián                 |       |
| LXX           | 1988   | 6 de marzo                          | Maliaño                |                                            |       |
| LXXI          | 1989   | 5 de marzo                          | Baiona                 | Circuito Chan da Lagoa                     |       |
| LXXII         | 1990   | 11 de marzo                         | Estella                |                                            |       |
| LXXIII        | 1991   | 3 de marzo                          | Logroño                |                                            |       |
| LXXIV         | 1992   | 8 de marzo                          | Cáceres                | Complejo Deportivo de la Diputación        |       |
| LXXV          | 1993   | 7 de marzo                          | Amorebieta             | Campas de Jaureguibarria                   |       |
| LXXVI         | 1994   | 6 de marzo                          | Zarauz                 |                                            |       |
| LXXVII        | 1995   | 5 de marzo                          | Vitoria                | Campas de Salburúa                         |       |
| LXXVIII       | 1996   | 10 de marzo                         | Logroño                | Polígono Industrial de San Lázaro          |       |
| LXXIX         | 1997   | 2 de marzo                          | Alcorcón               | Prado de Santo Domingo                     |       |
| LXXX          | 1998   | 8 de marzo                          | Vitoria                |                                            |       |
| LXXXI         | 1999   | 14 de marzo                         | San Miguel del Camino  | León Club de Golf                          |       |
| LXXXII        | 2000   | 5 de marzo                          | Ourense                | Parque Tecnológico de Galicia              |       |
| LXXXIII       | 2001   | 4 de marzo                          | O Burgo                |                                            |       |
| LXXXIV        | 2002   | 9/10 de marzo                       | Vitoria                | Parque de Gamarra                          |       |
| LXXXV         | 2003   | 8/9 de marzo                        | Ibiza                  | Sa Joveira                                 |       |
| LXXXVI        | 2004   | 28/29 de febrero                    | Santiago de Compostela | Circuito de Monte do Gozo                  |       |
| LXXXVII       | 2005   | 27 de febrero                       | Toro                   | Circuito de Monte la Reina                 |       |
| LXXXVIII      | 2006   | 19 de marzo                         | La Morgal / Llanera    |                                            |       |
| LXXXIX        | 2007   | 11 de marzo                         | Cáceres                | Complejo Deportivo de la Diputación        |       |
| XC            | 2008   | 16 de marzo                         | Tarancón               | Pradera Ermita de Riansares                |       |
| XCI           | 2009   | 15 de marzo                         | Albacete               | Parque Periurbano La Pulgosa               |       |
| XCII          | 2010   | 7 de marzo                          | La Coruña              | Circuito Torre de Hércules                 |       |
| XCIII         | 2011   | 27 de febrero                       | Haro                   | Circuito de El Mazo                        |       |
| XCIV          | 2012   | 4 de marzo                          | Gijón                  | Parque Fluvial de Viesques                 |       |
| XCV           | 2013   | 10 de marzo                         | Granollers             | Pista de Atletismo de Granollers           |       |
| XCVI          | 2014   | 16 de marzo                         | Mérida                 | Circuito Circo Romano                      |       |
| XCVII         | 2015   | 15 de marzo                         | Alcobendas             | Parque de Andalucía                        |       |
| XCVIII        | 2016   | 13 de marzo                         | Calatayud              | Paraje de La Serna                         |       |
| XCIX          | 2017   | 12 de marzo                         | Gijón                  | Parque Fluvial de Viesques                 |       |
| C             | 2018   | 11 de marzo                         | Mérida                 | Circuito Circo Romano                      |       |
| CI            | 2019   | 10 de marzo                         | Cáceres                | Complejo Deportivo Provincial El Cuartillo |       |
| CII           | 2020   | 8 de marzo                          | Zaragoza               | Parque Lineal de Plaza                     | [ 1 ] |

## Ganadores

### Hombres
| Año  | ABSOLUTO                                                    | ABSOLUTO                                               | SUB 23                   | SUB 23                 | SUB 20                     | SUB 20                 |
| Año  | Individual                                                  | Equipos                                                | Individual               | Equipos                | Individual                 | Equipos                |
| ---- | ----------------------------------------------------------- | ------------------------------------------------------ | ------------------------ | ---------------------- | -------------------------- | ---------------------- |
| 1916 | Pedro Prat                                                  | Cataluña                                               |                          |                        |                            |                        |
| 1917 | Pedro Prat (2)                                              | Cataluña                                               |                          |                        |                            |                        |
| 1918 | Víctor Errauzquín                                           | Guipúzcoa                                              |                          |                        |                            |                        |
| 1919 | Julio Domínguez                                             | Guipúzcoa                                              |                          |                        |                            |                        |
| 1920 | Julio Domínguez (2)                                         | Vizcaya                                                |                          |                        |                            |                        |
| 1921 | José Andía                                                  | Guipúzcoa                                              |                          |                        |                            |                        |
| 1922 | Miguel Peña                                                 | Guipúzcoa                                              |                          |                        |                            |                        |
| 1923 | Amador Palma                                                | Guipúzcoa                                              |                          |                        |                            |                        |
| 1924 | José Andía (2)                                              | Cataluña                                               |                          |                        |                            |                        |
| 1925 | Amador Palma (2)                                            | Cataluña                                               |                          |                        |                            |                        |
| 1926 | Miguel Palau                                                | Cataluña                                               |                          |                        |                            |                        |
| 1927 | Amador Palma (3)                                            | Cataluña                                               |                          |                        |                            |                        |
| 1928 | Arturo Peña                                                 | Cataluña                                               |                          |                        |                            |                        |
| 1929 | Jesús Oyarbide                                              | Vizcaya                                                |                          |                        |                            |                        |
| 1930 | Juan Ramos                                                  | Vizcaya                                                |                          |                        |                            |                        |
| 1931 | Arturo Peña (2)                                             | Cataluña                                               |                          |                        |                            |                        |
| 1932 | Miguel Celayeta                                             | Guipúzcoa                                              |                          |                        |                            |                        |
| 1933 | Manuel Andreu                                               | Cataluña                                               |                          |                        |                            |                        |
| 1934 | Jerónimo Juan                                               | Cataluña                                               |                          |                        |                            |                        |
| 1935 | Jerónimo Juan (2)                                           | Cataluña                                               |                          |                        |                            |                        |
| 1936 | Juan Ramos (2)                                              | Castilla                                               |                          |                        |                            |                        |
| 1937 | No se celebró                                               | No se celebró                                          | No se celebró            | No se celebró          | No se celebró              | No se celebró          |
| 1938 | No se celebró                                               | No se celebró                                          | No se celebró            | No se celebró          | No se celebró              | No se celebró          |
| 1939 | No se celebró                                               | No se celebró                                          | No se celebró            | No se celebró          | No se celebró              | No se celebró          |
| 1940 | Francisco Cami                                              | Centro                                                 |                          |                        |                            |                        |
| 1941 | Manuel Andreu (2)                                           | Cataluña                                               |                          |                        |                            |                        |
| 1942 | Manuel Andreu (3)                                           | Cataluña                                               |                          |                        |                            |                        |
| 1943 | Antonio Gómez Urtiaga                                       | Cataluña                                               |                          |                        |                            |                        |
| 1944 | Antonio Gómez Urtiaga (2)                                   | Cataluña                                               |                          |                        |                            |                        |
| 1945 | Antonio Gómez Urtiaga (3)                                   | Cataluña                                               |                          |                        |                            |                        |
| 1946 | Constantino Miranda                                         | Cataluña                                               |                          |                        |                            |                        |
| 1947 | Constantino Miranda (2)                                     | Cataluña                                               |                          |                        |                            |                        |
| 1948 | José Coll                                                   | Cataluña                                               |                          |                        |                            |                        |
| 1949 | Constantino Miranda (3)                                     | Cataluña                                               |                          |                        |                            |                        |
| 1950 | Buenaventura Baldomá                                        | Cataluña                                               |                          |                        |                            |                        |
| 1951 | Constantino Miranda (4)                                     | Cataluña                                               |                          |                        |                            |                        |
| 1952 | Buenaventura Baldomá (2)                                    | Cataluña                                               |                          |                        |                            |                        |
| 1953 | José Coll (2)                                               | Cataluña                                               |                          |                        |                            |                        |
| 1954 | Antonio Amorós                                              | Cataluña                                               |                          |                        |                            |                        |
| 1955 | Antonio Amorós (2)                                          | Cataluña                                               |                          |                        |                            |                        |
| 1956 | Luis García                                                 | Centro                                                 |                          |                        | Félix Arribas              |                        |
| 1957 | Antonio Amorós (3)                                          | Cataluña                                               |                          |                        | Dimas Ramos                |                        |
| 1958 | Antonio Amorós (4)                                          | Cataluña                                               |                          |                        | Dimas Ramos (2)            |                        |
| 1959 | Carlos Pérez                                                | Barcelona                                              |                          |                        | Fernando Aguilar           | Guipúzcoa              |
| 1960 | Carlos Pérez (2)                                            | Barcelona                                              |                          |                        | Leonardo Banacloches       | Guipúzcoa              |
| 1961 | Antonio Amorós (5)                                          | Barcelona                                              |                          |                        | Mariano Haro               | Guipúzcoa              |
| 1962 | Mariano Haro                                                | Barcelona                                              |                          |                        | Jesús Fernández            | Guipúzcoa              |
| 1963 | Mariano Haro (2)                                            | Barcelona                                              |                          |                        | Antonio Gómez              | Barcelona              |
| 1964 | Francisco Aritmendi                                         | Barcelona                                              |                          |                        | Juan Hidalgo               | Madrid                 |
| 1965 | Francisco Aritmendi (2)                                     | Barcelona                                              |                          |                        | José María Morera          | Madrid                 |
| 1966 | Fernando Aguilar                                            | Barcelona                                              |                          |                        | José María Morera (2)      | Barcelona              |
| 1967 | Fernando Aguilar (2)                                        | Barcelona                                              |                          |                        | Francisco Javier Collado   | Barcelona              |
| 1968 | Mariano Haro (3)                                            | Guipúzcoa                                              |                          |                        | Juan José Sordo            | Santander              |
| 1969 | Mariano Haro (4)                                            | Guipúzcoa                                              |                          |                        | Felipe de los Bueys        | Madrid                 |
| 1970 | Juan Hidalgo                                                | Madrid                                                 |                          |                        | Ramón Sánchez Ferreira     | Pontevedra             |
| 1971 | Mariano Haro (5)                                            | Madrid                                                 |                          |                        | Ramón Sánchez Ferreira (2) | Madrid                 |
| 1972 | Mariano Haro (6)                                            | Madrid                                                 |                          |                        | Fernando Cerrada           | Madrid                 |
| 1973 | Mariano Haro (7)                                            | Pontevedra                                             |                          |                        | José Haro                  | Madrid                 |
| 1974 | Mariano Haro (8)                                            | Madrid                                                 |                          |                        | Manuel Pérez               | Madrid                 |
| 1975 | Mariano Haro (9)                                            | Madrid                                                 |                          |                        | José Luis González         | Palencia               |
| 1976 | Mariano Haro (10)                                           | Madrid                                                 |                          |                        | José Luis González (2)     | Madrid                 |
| 1977 | Mariano Haro (11)                                           | Madrid                                                 |                          |                        | Santiago Llorente          | Madrid                 |
| 1978 | Fernando Cerrada                                            | Madrid                                                 |                          |                        | Francisco Javier Cortés    | Madrid                 |
| 1979 | Fernando Cerrada (2)                                        | Madrid                                                 |                          |                        | José María Maestre         | Barcelona              |
| 1980 | José Luis González                                          | Toledo                                                 |                          |                        | Jordi García               | La Coruña              |
| 1981 | José Luis González (2)                                      | Barcelona                                              |                          |                        | Abel Antón                 | Madrid                 |
| 1982 | Antonio Prieto                                              | Barcelona                                              |                          |                        | José Manuel Albentosa      | Valencia               |
| 1983 | Antonio Prieto (2)                                          | Madrid                                                 |                          |                        | José Manuel Albentosa (2)  | Madrid                 |
| 1984 | Antonio Prieto (3)                                          | Madrid                                                 |                          |                        | Pere Casacuberta           | Barcelona              |
| 1985 | Constantino Esparcia                                        | Madrid                                                 |                          |                        | José Manuel García         | Pontevedra             |
| 1986 | Vicente Polo                                                | Madrid                                                 | Alejandro Gómez          | Galicia                | Mariano Campal             | Galicia                |
| 1987 | Constantino Esparcia (3)                                    | Castilla y León                                        | Alejandro Gómez (2)      | Galicia (2)            | Jesús Ángel Gálvez         | Castilla-La Mancha     |
| 1988 | Constantino Esparcia (4)                                    | Castilla-La Mancha                                     | Alejandro Gómez (3)      | Galicia (3)            | Juan Manuel Abad           | Cataluña               |
| 1989 | Alejandro Gómez                                             | Castilla-La Mancha (2)                                 | Jesús Ángel Gálvez       | Conjunta con absoluta  | David Pujolar              | Cataluña (2)           |
| 1990 | Martín Fiz                                                  | Castilla-La Mancha (3)                                 | Mariano Castro           | Conjunta con absoluta  | Javier Caballero           | Cataluña (3)           |
| 1991 | Antonio Prieto (4)                                          | Castilla-La Mancha (4)                                 | Teodoro Cuñado           | Conjunta con absoluta  | Mateo Cañellas             | Cataluña (4)           |
| 1992 | Martín Fiz (2)                                              | Galicia                                                | Juan Puerta              | Conjunta con absoluta  | Eliseo Martín              | Castilla y León        |
| 1993 | Francisco Guerra                                            | Castilla y León (2)                                    | Juan Puerta (2)          | Conjunta con absoluta  | Francisco Rodríguez        | Cataluña (5)           |
| 1994 | Carlos Adán                                                 | Madrid (2)                                             | Pedro Trejo              | Conjunta con absoluta  | Reyes Estévez              | Galicia (2)            |
| 1995 | Alejandro Gómez (2)                                         | Galicia (2)                                            | Alberto Vicente          | Conjunta con absoluta  | Reyes Estévez (2)          | Galicia (3)            |
| 1996 | José Manuel García                                          | Cataluña                                               | Carlos García            | Conjunta con absoluta  | David Posada               | Andalucía              |
| 1997 | Julio Rey                                                   | Castilla y León (3)                                    | Iván Sánchez             | Conjunta con absoluta  | Juan José Lozano           | Cataluña (6)           |
| 1998 | Julio Rey (2)                                               | Cataluña (2)                                           | Juan José Gómez          | Conjunta con absoluta  | Miguel Ángel Pinto         | Castilla y León (2)    |
| 1999 | Fabián Roncero                                              | Madrid (3)                                             | Juan Carlos Higuero      | Conjunta con absoluta  | Pedro Nimo                 | Castilla y León (3)    |
| 2000 | Enrique Molina                                              | Cataluña (3)                                           | Jesús España             | Conjunta con absoluta  | José Manuel Abascal        | Madrid                 |
| 2001 | Fabián Roncero (2)                                          | Madrid (4)                                             | Iván Galán               | Castilla-La Mancha     | Sergio Sánchez             | Castilla y León (4)    |
| 2002 | José Manuel Martínez (largo) Antonio Jiménez (corto)        | Castilla y León (4) (largo) Castilla y León (corto)    | Ricardo Serrano          | Castilla-La Mancha (2) | Javier Guerra              | Madrid (2)             |
| 2003 | Fabián Roncero (3) (largo) Yusef El Nasri (corto)           | Castilla-La Mancha (5) (largo) Cataluña (corto)        | Sergio Sánchez           | Madrid                 | Alejandro González         | Madrid (3)             |
| 2004 | Juan Carlos de la Ossa (largo) Antonio Martínez (corto)     | Cataluña (4) (largo) Extremadura (corto)               | Francisco Javier López   | Castilla y León        | Alejandro Fernández        | Extremadura            |
| 2005 | Juan Carlos de la Ossa (2) (largo) Roberto García (corto)   | Castilla-La Mancha (6) (largo) Castilla y León (corto) | Javier Guerra            | Castilla y León (2)    | José España                | Castilla y León (5)    |
| 2006 | Juan Carlos de la Ossa (3) (largo) José Luis Blanco (corto) | Castilla-La Mancha (7) (largo) Cataluña (corto)        | Francisco José Bachiller | Madrid (2)             | Mohamed Elbendir           | Castilla y León (6)    |
| 2007 | Juan Carlos de la Ossa (4)                                  | Cataluña (5)                                           | Daniel Pérez             | Castilla-La Mancha (3) | Mohamed Elbendir (2)       | Castilla y León (7)    |
| 2008 | Juan Carlos de la Ossa (5)                                  | Cataluña (6)                                           | José Luis Galván         | Extremadura            | Víctor Corrales            | Madrid (4)             |
| 2009 | Alemayehu Bezabeh                                           | Cataluña (7)                                           | Mohamed Elbendir         | Castilla y León (3)    | Mario Mola                 | Cataluña (7)           |
| 2010 | Alemayehu Bezabeh (2)                                       | Castilla-La Mancha (8)                                 | Mohamed Elbendir (2)     | Castilla y León (4)    | Aitor Fernández            | Madrid (5)             |
| 2011 | Ayad Lamdassem                                              | Cataluña (8)                                           | Daniel Mateo             | Andalucía              | Daniel Arce                | Castilla-La Mancha (2) |
| 2012 | Carles Castillejo                                           | Castilla y León (5)                                    | Antonio Abadía           | Castilla y León (5)    | Ángel Ronco                | Cataluña (8)           |
| 2013 | Sergio Sánchez                                              | Cataluña (9)                                           | Abdelaziz Merzougui      | Madrid (3)             | Mohamed Ali Jelloul        | Cataluña (9)           |
| 2014 | Ayad Lamdassem (2)                                          | Castilla-La Mancha (9)                                 | Ángel Ronco              | Cataluña               | Carlos Mayo                | Madrid (6)             |
| 2015 | Antonio Abadía                                              | Castilla y León (6)                                    | Carlos Mayo              | Castilla y León (6)    | Ayoub Mokhtar              | Cataluña (10)          |
| 2016 | Antonio Abadía (2)                                          | Madrid (5)                                             | Ayoub Mokhtar            | Castilla-La Mancha (4) | Ossama Ifraj               | Galicia (4)            |
| 2017 | Adel Mechaal                                                | Castilla y León (7)                                    | Jesús Ramos              | Madrid (4)             | Miguel González            | Cataluña (11)          |
| 2018 | Ayad Lamdassem (3)                                          | Madrid (6)                                             | Adrián Ben               | Madrid (5)             | Ouassim Oumaiz             | Castilla y León (8)    |
| 2019 | Ouassim Oumaiz                                              | Cataluña (10)                                          | Adrián Ben (2)           | Castilla y León (7)    | Miguel Baidal              | Madrid (7)             |
| 2020 | Carlos Mayo                                                 | Madrid (7)                                             | Ouassim Oumaiz           | Cataluña (2)           | Pol Oriach                 | Castilla y León (9)    |

### Mujeres
| Año  | ABSOLUTO                                            | ABSOLUTO                     | SUB 23                | SUB 23                | SUB 20                  | SUB 20               |
| Año  | Individual                                          | Equipos                      | Individual            | Equipos               | Individual              | Equipos              |
| ---- | --------------------------------------------------- | ---------------------------- | --------------------- | --------------------- | ----------------------- | -------------------- |
| 1965 | Mª Aránzazu Vega                                    | La Coruña                    |                       |                       |                         |                      |
| 1966 | Mª Aránzazu Vega (2)                                | La Coruña                    |                       |                       |                         |                      |
| 1967 | Coro Fuentes                                        | La Coruña                    |                       |                       |                         |                      |
| 1968 | Coro Fuentes (2)                                    | Guipúzcoa                    |                       |                       |                         |                      |
| 1969 | Belén Azpeitia                                      | Guipúzcoa                    |                       |                       |                         |                      |
| 1970 | Belén Azpeitia (2)                                  | Guipúzcoa                    |                       |                       |                         |                      |
| 1971 | Belén Azpeitia (3)                                  | Guipúzcoa                    |                       |                       |                         |                      |
| 1972 | Belén Azpeitia (4)                                  | Guipúzcoa                    |                       |                       |                         |                      |
| 1973 | Carmen Valero                                       | Guipúzcoa                    |                       |                       |                         |                      |
| 1974 | Carmen Valero (2)                                   | Madrid                       |                       |                       |                         |                      |
| 1975 | Carmen Valero (3)                                   | Barcelona                    |                       |                       |                         |                      |
| 1976 | Carmen Valero (4)                                   | Barcelona                    |                       |                       |                         |                      |
| 1977 | Carmen Valero (5)                                   | Barcelona                    |                       |                       |                         |                      |
| 1978 | Carmen Valero (6)                                   | Barcelona                    |                       |                       | Rosa Talavera           |                      |
| 1979 | Pilar Fernández-Valderrama                          | Madrid                       |                       |                       | Asunción Sinobas        |                      |
| 1980 | Amelia Lorza                                        | Madrid                       |                       |                       | Begoña Martín           | Barcelona            |
| 1981 | Carmen Valero (7)                                   | Madrid                       |                       |                       | Carol Rosset            | Barcelona            |
| 1982 | Mercedes Calleja                                    | Madrid                       |                       |                       | Laura Blanco            | Barcelona            |
| 1983 | Pilar Fernández-Valderrama (2)                      | Barcelona                    |                       |                       | Laura Blanco (2)        | Pontevedra           |
| 1984 | Ana Isabel Alonso                                   | Barcelona                    |                       |                       | Mª Jesús Montoya        | Madrid               |
| 1985 | Ana Isabel Alonso (2)                               | Barcelona                    |                       |                       | Begoña Herráez          | Pontevedra           |
| 1986 | Carmen Valero (8)                                   | Madrid                       | Lidia Calvo           | Madrid                | Mónica Argüello         | Castilla y León      |
| 1987 | Ana Isabel Alonso (3)                               | Cataluña                     | Dolores Rizo          | Cataluña              | Angelines Rodríguez     | Castilla y León (2)  |
| 1988 | Ana Isabel Alonso (4)                               | Cataluña (2)                 | Dolores Rizo (2)      | Cataluña (2)          | Angelines Rodríguez (2) | Cataluña             |
| 1989 | Ana Isabel Alonso (5)                               | Madrid (2)                   | Dolores Rizo (3)      | Conjunta con absoluta | Julia Vaquero           | Cataluña (2)         |
| 1990 | Ana Isabel Alonso (6)                               | Cataluña (3)                 | Julia Vaquero         | Conjunta con absoluta | Isabel Martínez         | Castilla y León (3)  |
| 1991 | Luisa Larraga                                       | Madrid (3)                   | Luisa Larraga         | Conjunta con absoluta | Ana Isabel Gimeno       | Madrid               |
| 1992 | Julia Vaquero                                       | Castilla y León              | Eugenia Cordero       | Conjunta con absoluta | Ana Isabel Gimeno (2)   | Castilla y León (4)  |
| 1993 | Julia Vaquero (2)                                   | Castilla y León (2)          | Sonia Álvarez         | Conjunta con absoluta | Rocío Martínez          | Madrid (2)           |
| 1994 | Julia Vaquero (3)                                   | Cataluña (4)                 | Jacqueline Martín     | Conjunta con absoluta | Paula Hernández         | Cataluña (3)         |
| 1995 | Julia Vaquero (4)                                   | Castilla y León (3)          | Jacqueline Martín (2) | Conjunta con absoluta | Paula Hernández (2)     | Cataluña (4)         |
| 1996 | Julia Vaquero (5)                                   | Castilla y León (4)          | Esther Salim          | Conjunta con absoluta | Judit Pla               | Cataluña (5)         |
| 1997 | Julia Vaquero (6)                                   | Castilla y León (5)          | Silvia Montané        | Conjunta con absoluta | Judit Pla (2)           | Cataluña (6)         |
| 1998 | Julia Vaquero (7)                                   | País Vasco                   | Manuela Domínguez     | Conjunta con absoluta | Vanesa Veiga            | Cataluña (7)         |
| 1999 | Ana Isabel Alonso (7)                               | Castilla y León (6)          | Manuela Domínguez (2) | Conjunta con absoluta | Irene Alfonso           | Cataluña (8)         |
| 2000 | María Abel                                          | Galicia                      | Alessandra Aguilar    | Conjunta con absoluta | Sonia Bejarano          | Castilla y León (5)  |
| 2001 | Jacqueline Martín                                   | Cataluña (5)                 | Rosa Morató           | Conjunta con absoluta | Amparo Menéndez         | Castilla y León (6)  |
| 2002 | Luisa Larraga (2) (largo) Luisa Larraga (corto)     | Galicia (2) País Vasco       | Rosana Fernández      | Conjunta con absoluta | Alba García             | Asturias             |
| 2003 | María Abel (2) (largo) Iris Fuentes-Pila (corto)    | Castilla y León (7) Cataluña | Sonia Bejarano        | Castilla y León       | Isabel Macías           | Cataluña (9)         |
| 2004 | Amaia Piedra (largo) Jacqueline Martín (corto)      | País Vasco (2) Cataluña (2)  | Alba García           | Asturias              | Marta Fernández         | Cataluña (10)        |
| 2005 | Rosa Morató (largo) Jacqueline Martín (2) (corto)   | Cataluña (6) Cantabria       | Teresa Urbina         | Cataluña (3)          | Marta Romo              | Castilla y León (7)  |
| 2006 | Marta Domínguez (largo) Zulema Fuentes-Pila (corto) | Cataluña (7) Galicia         | Teresa Urbina (2)     | Cataluña (4)          | Marta Romo (2)          | Cataluña (11)        |
| 2007 | Rosa Morató (2)                                     | Cataluña (8)                 | María Sánchez         | Galicia               | Cristina Jordán         | Cataluña (12)        |
| 2008 | Rosa Morató (3)                                     | Cataluña (9)                 | María Sánchez (2)     | Madrid (2)            | Cristina Jordán (2)     | Castilla y León (8)  |
| 2009 | Rosa Morató (4)                                     | Cataluña (10)                | Cristina Jordán       | Castilla y León       | Sandra Mosquera         | Castilla y León (9)  |
| 2010 | Rosa Morató (5)                                     | Cataluña (11)                | Cristina Jordán (2)   | Castilla y León (2)   | Estefanía Tobal         | Castilla y León (10) |
| 2011 | Nuria Fernández                                     | Cataluña (12)                | Solange Pereira       | Castilla y León (3)   | Blanca Fernández        | Castilla y León (11) |
| 2012 | Diana Martín                                        | Cataluña (13)                | Estefanía Tobal       | Cataluña (5)          | Beatriz Caspar          | Cataluña (13)        |
| 2013 | Gema Barrachina                                     | Cantabria                    | Tania Carretero       | Castilla y León (4)   | Adriana Gutiérrez       | Cataluña (14)        |
| 2014 | Nuria Fernández (2)                                 | Cantabria (2)                | Blanca Fernández      | Castilla y León (5)   | Carmela Cardama         | Madrid (3)           |
| 2015 | Trihas Gebre                                        | Madrid (4)                   | Claudia Estévez       | Cataluña (6)          | Celia Antón             | Galicia              |
| 2016 | Trihas Gebre (2)                                    | Castilla y León (8)          | Cristina Espejo       | País Vasco            | Celia Antón (2)         | Castilla y León (12) |
| 2017 | Trihas Gebre (3)                                    | Castilla-La Mancha           | Paula González        | Castilla y León (6)   | Lucía Rodríguez         | Castilla y León (13) |
| 2018 | Trihas Gebre (4)                                    | Castilla y León (9)          | Paula González (2)    | Castilla y León (7)   | Carla Gallardo          | Castilla y León (14) |
| 2019 | Trihas Gebre (5)                                    | Castilla y León (10)         | Celia Antón           | Castilla y León (8)   | Elia Saura              | Cataluña (15)        |
| 2020 | Irene Sánchez-Escribano                             | Madrid (5)                   | Isabel Barreiro       | Castilla y León (9)   | Ángela Viciosa          | Castilla y León (15) |